# Декейтер (Алабама)
Деке́йтер (до 1826 года — Родс-Ферри; англ. Decatur) — город в США на севере штата Алабама, административный центр округа Морган. Часть города расположена в округе Лаймстон.

## История

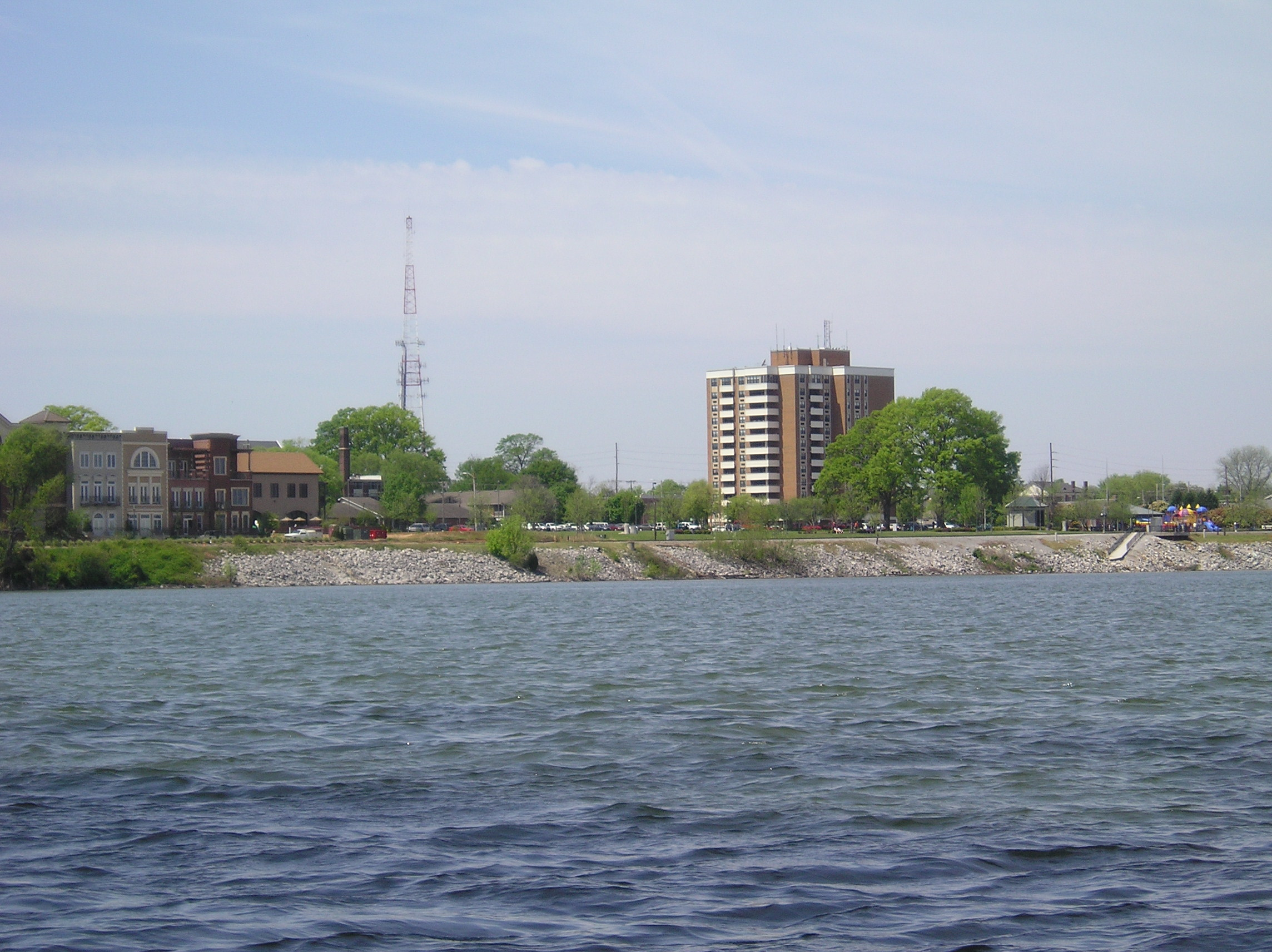
Вид на Декейтер с реки Теннеси

Основан в 1820 году под названием Родс-Ферри (англ. Rhodes Ferry). Статус города имеет с 1826 года. В 1832 году в Декейтере открыта станция первой железной дороги в штате. В годы Гражданской войны город был почти полностью разрушен. В 1932 году Декейтер поглотил соседний город Олбани. Развитие города в XX веке во многом связано с энергетическими проектами Управления ресурсами бассейна Теннесси (Tennessee Valley Authority). В пригороде — атомная электростанция Браунсферри.
Назван в честь американского морского офицера Стивена Декейтера (1779—1820).

## География
Площадь Декейтера составляет 155,1 км², из них 16,8 км² (10,83 %) занимают поверхностные воды. Город расположен на южном берегу реки Теннесси и водохранилища Уилер.

## Население
Население города по данным на 2012 год — 55 996 человек.
Население города по данным переписи 2000 года — 53 929 человек. Плотность населения — более 390 чел/км². Расовый состав: белые (75,5 %); афроамериканцы (19,56 %); коренные американцы (0,58 %); азиаты (0,70 %); жители островов Тихого океана (0,13 %); представители других рас (2,22 %) и представители двух и более рас (1,33 %). Латиноамериканцы всех рас составляют 5,64 % населения.
25,4 % населения города — лица в возрасте младше 18 лет; 8,8 % — от 18 до 24 лет; 29,6 % — от 25 до 44 лет; 23,1 % — от 45 до 64 лет и 13,1 % — 65 лет и старше. Средний возраст населения — 36 лет. На каждые 100 женщин приходится 92,4 мужчин. На каждые 100 женщин в возрасте старше 18 лет — 89,5 мужчин.
Средний доход на домохозяйство — $37 192, средний доход на семью — $47 574, средний доход на душу населения — $20 431. Около 11,9 % семей и 14,9 % населения живут за чертой бедности.
Динамика численности населения города по годам:
| 1950   | 1960   | 1970   | 1980   | 1990   | 2000   | 2010   |
| ------ | ------ | ------ | ------ | ------ | ------ | ------ |
| 19 974 | 28 265 | 38 044 | 42 002 | 48 761 | 53 929 | 55 683 |